# Алвареш, Жорже
Жо́рже А́лвареш (порт. Jorge Álvares, ? — 8 июля 1521) — португальский путешественник, первым из португальцев достигший территории современных Макао и Гонконга.

## Биография
Известно, что в мае 1513 года Жорже Алвареш вместе с двумя другими португальскими моряками нанял несколько джонок, на которых они отплыли из Малакки в Китай. Достигнув острова Линдин в эстуарии реки Чжуцзян, он водрузил там падран, полученный от короля Португалии. Однако возможности организовать торговлю там не нашлось, и он вернулся обратно.
Получив информацию об экспедиции Алвареша, вице-король Индии Афонсу д’Албукерки отправил по её маршруту Рафаэля Перестрелло, который в том же 1513 году и высадился на берегу провинции Гуандун, став первым португальцем, ступившим на материковую часть Китая.
В 1513—1514 годах Жорже Алвареш принял участие в основании поселений в Тхюньмунь (на территории современного Гонконга). Вслед за этим в регионе стали появляться и другие португальские торговые центры, которые постепенно слились в Макао.